# عین البرد
عین البرد (به عربی: عین البرد) یک شهرداری در الجزایر است که در استان سیدی بلعباس واقع شده‌است.